# Uwe Bühler
Uwe Bühler (* 3. Februar 1960 in Bretten) ist ein ehemaliger deutscher Fußballspieler.

## Karriere
Bühler begann seine Karriere beim VfB Bretten. 1981 wechselte er zum Bundesligisten Karlsruher SC, bestritt aber in seiner ersten Saison kein Spiel für den KSC. Sein Bundesligadebüt hatte er am 22. Januar 1983 gegen Eintracht Frankfurt, als der Stürmer für Martin Wiesner eingewechselt wurde, sein erstes Tor schoss er am 10. September 1983 in der zweiten Bundesliga gegen Rot-Weiss Essen. 1985 wechselte er vom abgestiegenen KSC zu Eintracht Frankfurt. Bis dahin waren Bühler für Karlsruhe 11 Tore in 53 Spielen gelungen.
Bei Eintracht Frankfurt bestritt er 15 Partien (1 Tor). Sein letzter Einsatz für die Eintracht war am 15. März 1986. Ein Jahr später musste er seine Karriere mit erst 27 Jahren aufgrund einer Verletzung beenden.
Insgesamt bestritt er 40 Bundesligapartien (vier Tore) und 28 Zweitligapartien (acht Tore).